# Станислав Скорупка
Станѝслав Шѝмон Скору̀пка (на полски: Stanisław Szymon Skorupka) е полски езиковед полонист, професор, преподавател в Люблинския католически (1944 – 1945) и Варшавския университет (1942 – 1944, 1945 – 1976), дългогодишен член на Лингвистичния комитет при Полската академия на науките, пионер в областта на славянската фразеология, носител на Ордена на Възраждане на Полша, брат на художника Шчепан Скорупка.

## Трудове
- Studia nad budową akustyczną samogłosek polskich (1955)
- Słownik wyrazów bliskoznacznych (1959)
- Słownik frazeologiczny języka polskiego, t. I-II (1967 – 1968),
- Mały słownik języka polskiego (1968)
- Stylistyka polska. Zarys (1969) – в съавторство с Халина Курковска